# Campionati svizzeri di sci alpino 1968
I Campionati svizzeri di sci alpino 1969 si svolsero a Haute-Nendaz dal 1º al 3 marzo; furono assegnati i titoli di discesa libera, slalom gigante, slalom speciale e combinata, sia maschili sia femminili. Oltre agli sciatori svizzeri poterono concorrere al titolo anche gli sciatori di nazionalità liechtensteinese.

## Risultati

### Uomini

#### Discesa libera
| Pos. | Atleta               | Nazione  | Tempo   |
| ---- | -------------------- | -------- | ------- |
| 1    | Jean-Daniel Dätwyler | Svizzera | 1:32,46 |
| 2    | Jos Minsch           | Svizzera | 1:32,68 |
| 3    | Kurt Schnider        | Svizzera | 1:32,88 |
| 4    | Kurt Huggler         | Svizzera | 1:33,17 |
| 5    | Peter Rohr           | Svizzera | 1:33,20 |
| 6    | Dumeng Giovanoli     | Svizzera | 1:33,26 |
| 7    | Edmund Bruggmann     | Svizzera | 1:33,38 |
| 8    | Stefan Kälin         | Svizzera | 1:33,59 |
| 9    | Hans Peter Rohr      | Svizzera | 1:34,58 |
| 10   | Peter Frei           | Svizzera | 1:35,52 |

#### Slalom gigante
| Pos. | Atleta             | Nazione  | Tempo   |
| ---- | ------------------ | -------- | ------- |
| 1    | Dumeng Giovanoli   | Svizzera | 1:38,84 |
| 2    | Kurt Huggler       | Svizzera | 1:39,47 |
| 3    | Edmund Bruggmann   | Svizzera | 1:40,58 |
| 4    | Peter Rohr         | Svizzera | 1:40,78 |
| 5    | Jos Minsch         | Svizzera | 1:41,64 |
| 6    | Arnold Alpiger     | Svizzera | 1:43,01 |
| 7    | Michel Dätwyler    | Svizzera | 1:44,91 |
| 8    | Walter Tresch      | Svizzera | 1:45,59 |
| 9    | Engelhard Pargätzi | Svizzera | 1:46,72 |
| 10   | Hansruedi Müller   | Svizzera | 1:47,24 |

#### Slalom speciale
| Pos. | Atleta               | Nazione  | Tempo   |
| ---- | -------------------- | -------- | ------- |
| 1    | Dumeng Giovanoli     | Svizzera | 1:33,64 |
| 2    | Peter Frei           | Svizzera | 1:34,91 |
| 3    | Jean-Daniel Dätwyler | Svizzera | 1:38,17 |
| 4    | Peter Rohr           | Svizzera | 1:39,10 |
| 5    | Jos Minsch           | Svizzera | 1:39,31 |
| 6    | Kurt Schnider        | Svizzera | 1:39,97 |
| 7    | Edmund Bruggmann     | Svizzera | 1:40,36 |
| 8    | Arnold Alpiger       | Svizzera | 1:41,41 |
| 9    | Heini Hemmi          | Svizzera | 1:45,36 |
| 10   | Engelhard Pargätzi   | Svizzera | 1:46,41 |

#### Combinata
| Pos. | Atleta             | Nazione  | Punti    |
| ---- | ------------------ | -------- | -------- |
| 1    | Dumeng Giovanoli   | Svizzera | 12733,70 |
| 2    | Peter Rohr         | Svizzera | 12969,80 |
| 3    | Jos Minsch         | Svizzera | 12985,40 |
| 4    | Edmund Bruggmann   | Svizzera | 13009,00 |
| 5    | Arnold Alpiger     | Svizzera | 13213,10 |
| 6    | Walter Tresch      | Svizzera | 13545,50 |
| 7    | Marco Fümm         | Svizzera | 13611,30 |
| 8    | Pablito Choffat    | Svizzera | 13790,20 |
| 9    | Kurt Pargätzi      | Svizzera | 13820,80 |
| 10   | Jean-Pierre Besson | Svizzera | 13945,10 |

Data: 1º-3 marzo

Classifica stilata attraverso i piazzamenti ottenuti
in discesa libera, slalom gigante e slalom speciale

### Donne

#### Discesa libera
| Pos. | Atleta             | Nazione  | Tempo   |
| ---- | ------------------ | -------- | ------- |
| 1    | Annerösli Zryd     | Svizzera | 1:34,71 |
| 2    | Madeleine Wuilloud | Svizzera | 1:36,74 |
| 3    | Fernande Bochatay  | Svizzera | 1:36,92 |
| 4    | Hedi Schillig      | Svizzera | 1:38,46 |
| 5    | Rita Hug           | Svizzera | 1:39,45 |
| 6    | Käthi Bühler       | Svizzera | 1:39,53 |
| 7    | Michèle Rubli      | Svizzera | 1:40,12 |
| 8    | Rita Good          | Svizzera | 1:40,42 |
| 9    | Catherine Cuche    | Svizzera | 1:40,83 |
| 10   | Silvia Sutter      | Svizzera | 1:40,97 |

#### Slalom gigante
| Pos. | Atleta               | Nazione  | Tempo   |
| ---- | -------------------- | -------- | ------- |
| 1    | Fernande Bochatay    | Svizzera | 1:32,32 |
| 2    | Annerösli Zryd       | Svizzera | 1:34,17 |
| 3    | Isabelle Girard      | Svizzera | 1:34,52 |
| 4    | Madeleine Wuilloud   | Svizzera | 1:35,48 |
| 5    | Martine Lugrin       | Svizzera | 1:37,76 |
| 6    | Edith Hiltbrand      | Svizzera | 1:38,27 |
| 7    | Hedi Schillig        | Svizzera | 1:38,97 |
| 8    | Micheline Hostettler | Svizzera | 1:39,00 |
| 9    | Ruth Preisig         | Svizzera | 1:40,10 |
| 10   | Francine Moret       | Svizzera | 1:40,11 |

#### Slalom speciale
| Pos. | Atleta               | Nazione  | Tempo   |
| ---- | -------------------- | -------- | ------- |
| 1    | Fernande Bochatay    | Svizzera | 1:04,88 |
| 2    | Catherine Cuche      | Svizzera | 1:06,48 |
| 3    | Rita Good            | Svizzera | 1:08,16 |
| 4    | Rita Hug             | Svizzera | 1:08,32 |
| 5    | Madeleine Wuilloud   | Svizzera | 1:08,40 |
| 6    | Micheline Hostettler | Svizzera | 1:10,87 |
| 7    | Hedi Schillig        | Svizzera | 1:10,90 |
| 8    | Gret Hefti           | Svizzera | 1:12,50 |
| 9    | Michèle Rubli        | Svizzera | 1:12,97 |
| 10   | Ruth Leuthard        | Svizzera | 1:13,63 |

#### Combinata
| Pos. | Atleta               | Nazione  | Punti    |
| ---- | -------------------- | -------- | -------- |
| 1    | Fernande Bochatay    | Svizzera | 11493,60 |
| 2    | Madeleine Wuilloud   | Svizzera | 11758,20 |
| 3    | Catherine Cuche      | Svizzera | 11972,60 |
| 4    | Rita Good            | Svizzera | 12029,10 |
| 5    | Hedi Schillig        | Svizzera | 12037,80 |
| 6    | Rita Hug             | Svizzera | 12051,80 |
| 7    | Micheline Hostettler | Svizzera | 12183,30 |
| 8    | Michèle Rubli        | Svizzera | 12231,10 |
| 9    | Käthi Bühler         | Svizzera | 12352,70 |
| 10   | Ruth Preisig         | Svizzera | 12404,80 |

Data: 1º-3 marzo

Classifica stilata attraverso i piazzamenti ottenuti
in discesa libera, slalom gigante e slalom speciale